# Lupinus densiflorus
Lupinus densiflorus är en ärtväxtart som beskrevs av George Bentham. Lupinus densiflorus ingår i släktet lupiner, och familjen ärtväxter.

## Underarter
Arten delas in i följande underarter:
- L. d. austrocollium
- L. d. densiflorus
- L. d. lacteus

## Bildgalleri

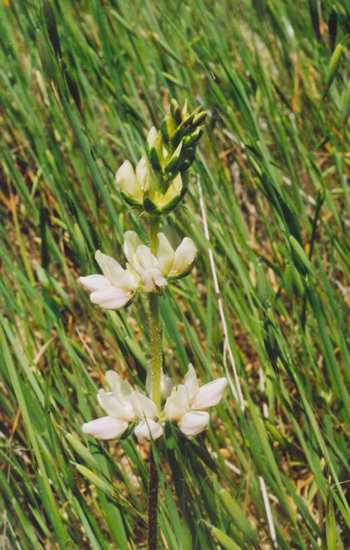